# La vieja memoria
La vieja memoria és un documental de 1977 dirigit per Jaime Camino on s'analitzen els anys de la II República i la Guerra Civil espanyola a través d'imatges d'arxiu i entrevistes realitzades a alguns dels seus protagonistes.
El documental es realitza durant 1977, en plena transició espanyola i es va estrenar el 13 de març de 1979. Va ser guardonat amb el Premi Sant Jordi a la millor pel·lícula espanyola.

## Argument
El documental utilitza un estil propi, on el narrador pràcticament desapareix i són els actors polítics de l'època els que amb els seus records (a vegades contradictoris) embasten els fets i conflictes d'aquells temps.
Entre els testimoniatges cal destacar: Frederica Montseny, Enrique Líster, Abad Santillán, Raimundo Fernández Cuesta, Frederic Escofet, José María Gil-Robles y Quiñones, Josep Tarradellas, José Luis de Vilallonga i Dolores Ibárruri.